# John Tharp
John Tharp (* 1736 auf der Pflanzung Batchelor’s Hall, Hanover Parish auf der Insel Jamaika; † 1804 auf der Pflanzung Good Hope auf Jamaika) war ein britischer Pflanzer und Sklavenhalter auf Jamaika, einer britischen Kolonie in Westindien.

## Leben
Tharp wurde auf Jamaika als Sohn einer wohlhabenden Pflanzerfamilie geboren, die aus Chippenham in der Nähe von Newmarket in England stammte. Nach dem Schulbesuch in England kehrte er nach Jamaika zurück, wo er nach seiner Heirat mit Elizabeth Partridge, einer reichen Erbin, und dem Verkauf des Familienbesitzes im Westen der Insel im Alter von 23 Jahren die große Pflanzung Good Hope und weiteren Landbesitz in der Nähe von Falmouth an der Nordküste der Insel erwarb. Die neuen Erwerbungen in der Karstlandschaft des Cockpitcountry ermöglichten das Betreiben von Zuckermühlen mittels Wasserkraft.

## Produktion von Zucker und Handel mit England
Tharp produzierte auf seinen Pflanzungen unter Ausnutzung der Arbeitskraft seiner Sklaven Zuckerrohr, das dort zu Zucker und Molasse verarbeitet wurde. Diese Produkte wurden in Fässern per Schiff nach England versandt. In den Jahren 1770 bis 1789 war Thorps Handelspartner in England John Miles in Bristol, auf dessen Schiffen seine Produkte nach England gebracht wurden. Miles handelte in Bristol als Thorps Verkaufsagent und kaufte für Thorp Versorgungsgüter und Ausrüstungen für die Zucker- und Molasseherstellung, jeweils auf Kommissionsbasis. Miles Geschäftspapiere berichten auch von einem seiner neuesten Schiffe, der Gascoigne, die mit bis zu 22 Kanonen ausgerüstet von Bristol an die Goldküste fuhr, um von dort 600 Sklaven nach Westindien zu bringen.

## Sklaven
Laut seinen eigenen Notizen wurde Tharp von seinen Sklaven wegen ihrer guten Behandlung verehrt, da er sie gut unterbrachte sowie ausreichend ernährte und kleidete. Die begabteren Sklavenkinder lernten in einer Schule Schreiben und Rechnen. 1798 ließ er auf Good Hope ein Krankenhaus für seine Sklaven erbauen. 1785 baute er eine weitere Pflanzung, Covey, auf. Die dortige Zuckerfabrik wurde eine der größten und produktivsten ganz Westindiens. Um die Arbeit an diesem Standort zu erledigen, erwarb er über 300 Sklaven aus dem Nachlass von Edward Gardiner. Die heute noch erhaltenen Bestandsaufnahmen auf Thorps Pflanzungen Bossue und Prospect Pen zeigen, dass erfahrene Sklaven einen Wert von 150 £ hatten, während Kinder lediglich mit 5 £ bewertet wurden.

## Tod und Erbe
Als Tharp 1804 verstarb, wurde sein Vermögen, einschließlich von 2800 Sklaven, auf rund 500.000 £ geschätzt. Da er seine Kinder enterbt hatte, wurde sein Enkel John Tharp VIII, Sohn von Joseph Tharp († 1795), Erbe, konnte jedoch, als er 24 Jahre wurde, die Nachfolge nicht antreten, da er geisteskrank war, 1841 befand er sich im Much Hadham Lunatic Asylum. Er verstarb vermutlich am  26. Januar 1883. Der Rechtsstreit über das Erbe von Tharp zog sich bis 1863 hin. In den 1830er Jahren war ein Neffe, Joseph Thorp, für die Pflanzungen zuständig und konnte diese trotz der Sklavenbefreiung 1838 weitere 30 Jahre erfolgreich weiterführen, bis diese veräußert wurden. Die Zuckerfabrik Good Hope wurde bis 1902 weitergeführt.
Das von Tharp auf Good Hope erbaute Herrenhaus und weitere Gebäude in Falmouth im Stil der Georgianischen Architektur zählen noch heute zum architektonischen Erbe der Kolonialzeit auf Jamaika.